# Roy Wallis
Roy Wallis, född 1945, död 1990, var en brittisk religionssociolog, professor vid Queen's University i Belfast. Han är främst känd för sina sju minimikriterier som definierar en sekt som han drog upp under sina undersökningar av Scientologikyrkan.